# 双峰寺
双峰寺，位于中国广东省揭阳市榕城区马山窖，为揭阳市的揭陽佛教的中心，是為揭陽規模最大之古寺院。一个市、县级文物保护单位，类型为古建筑，公布时间为1993年。
與潮州開元寺、潮陽靈山寺並稱“潮郡三大名刹”。“雙峰晚鐘”為揭陽八景之一。

## 简介
双峰寺始建于宋绍兴十年（1140年），原址位于磐溪都双山（今桂岭镇双山村），为法山禅师所创。明代初期，石山禅师迁至现址。

## 重建歷史
清雍正戊申(1728年)六月，双峰寺毁於飓风，包括楝梁楹桷瓦盖一概被摧毀，知县陈树芝主持修复。後來民国十四年，县长陈卓凡废之，寺屋充作教育费用。邑绅林存厚、林仲良、局伯初等发起筹款赎回葺复。50年代，寺僧推行“农禅并举”之策，把农业劳动与禅结合起来，以寺辨工厂。“文革”期间，佛像、文物俱毁。
改革开放後，县人民政府贯彻落实宗教政策，决定修建双峰寺，恢复古迹，开辟旅游胜地。1986年10月25日举行奠基礼，破土兴工。該次扩建，双塔采用钢木结构，综合楼以钢筋混泥土为主，外挂木。经过整整61个月施工，耗资四百万元，建筑面积2400平方米，1991年12月10日隆重举行修建落成暨佛像开光典礼，盛况空前。
2014年，双峰寺开始进行扩建重修，规划恢复至明代风格建筑。重建后的东西双塔将成为双峰寺和揭阳的标志性建筑。扩建重修的项目包括双峰广场、观音殿、地藏殿、综合楼、琉璃宝塔、圆通宝塔、祖师殿、讲经堂、僧舍楼、钟楼、鼓楼等。工程以宫殿式为主体，兼楼阁、长廊、塔、亭、园林相配套，溪水萦绕，以彰显岭南水城景色。现今双峰寺双塔为揭阳古城的旅游景点之一。

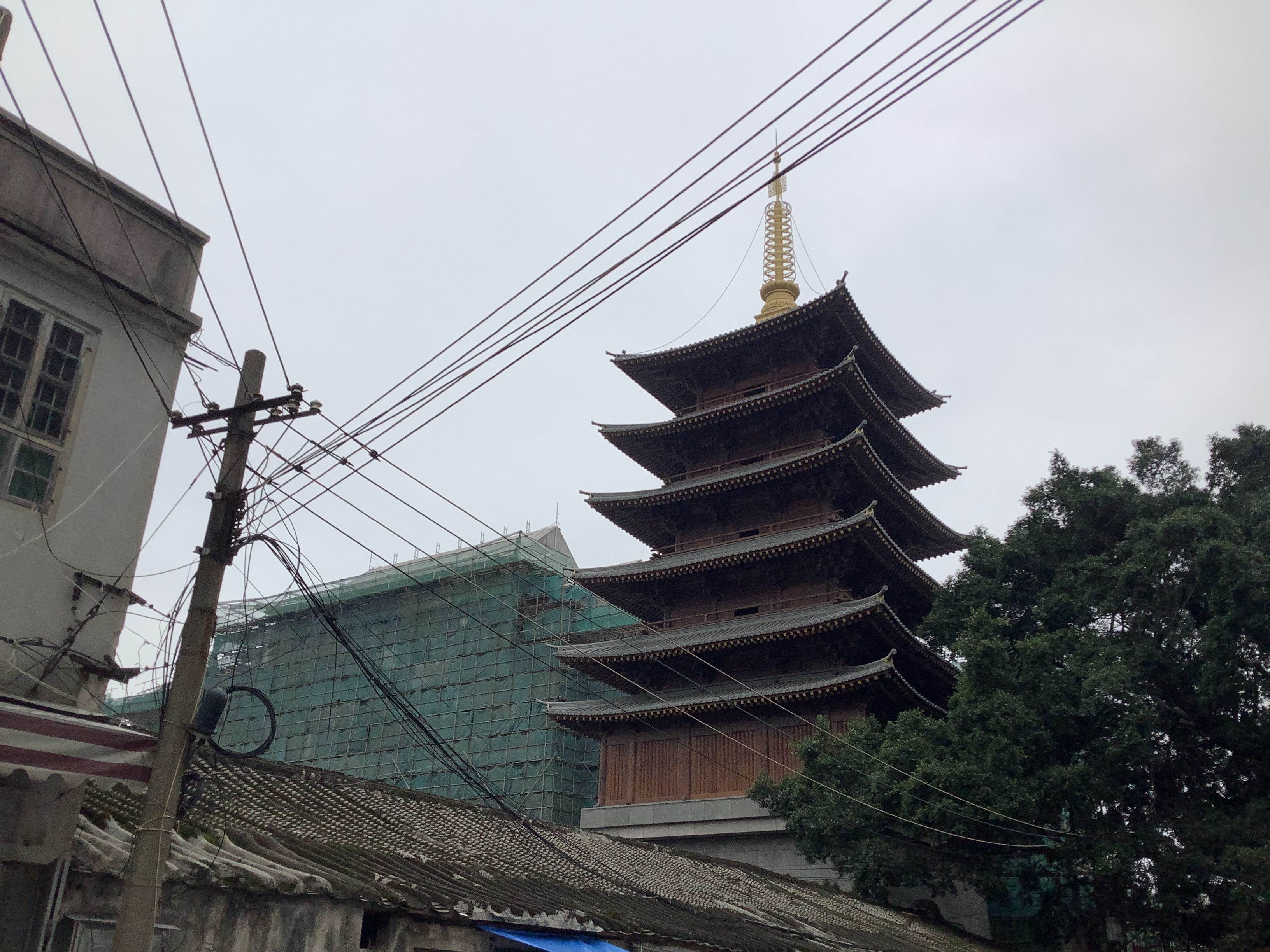
新建的双峰寺双塔（2023年5月拍摄）
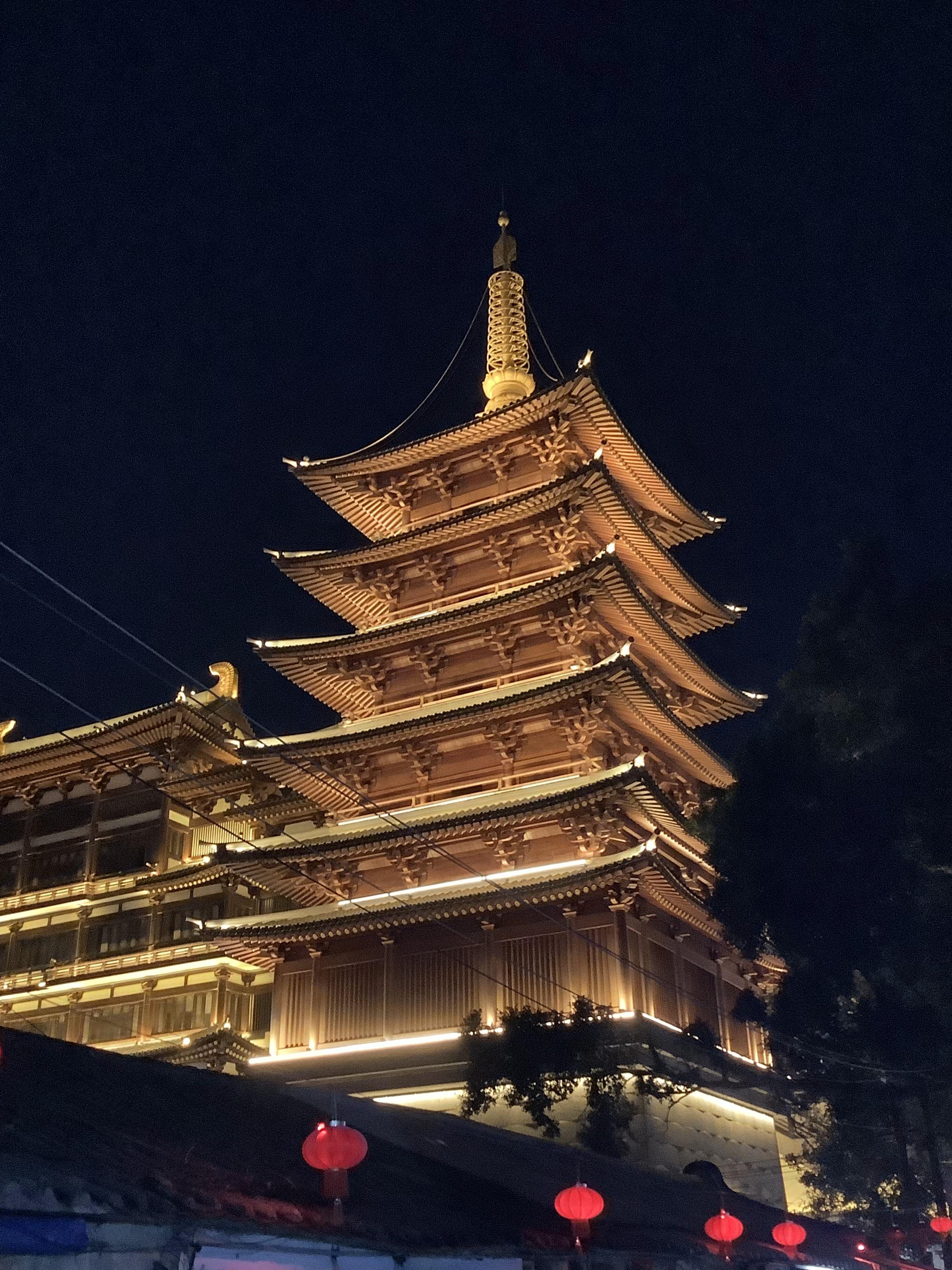
双峰寺塔夜景
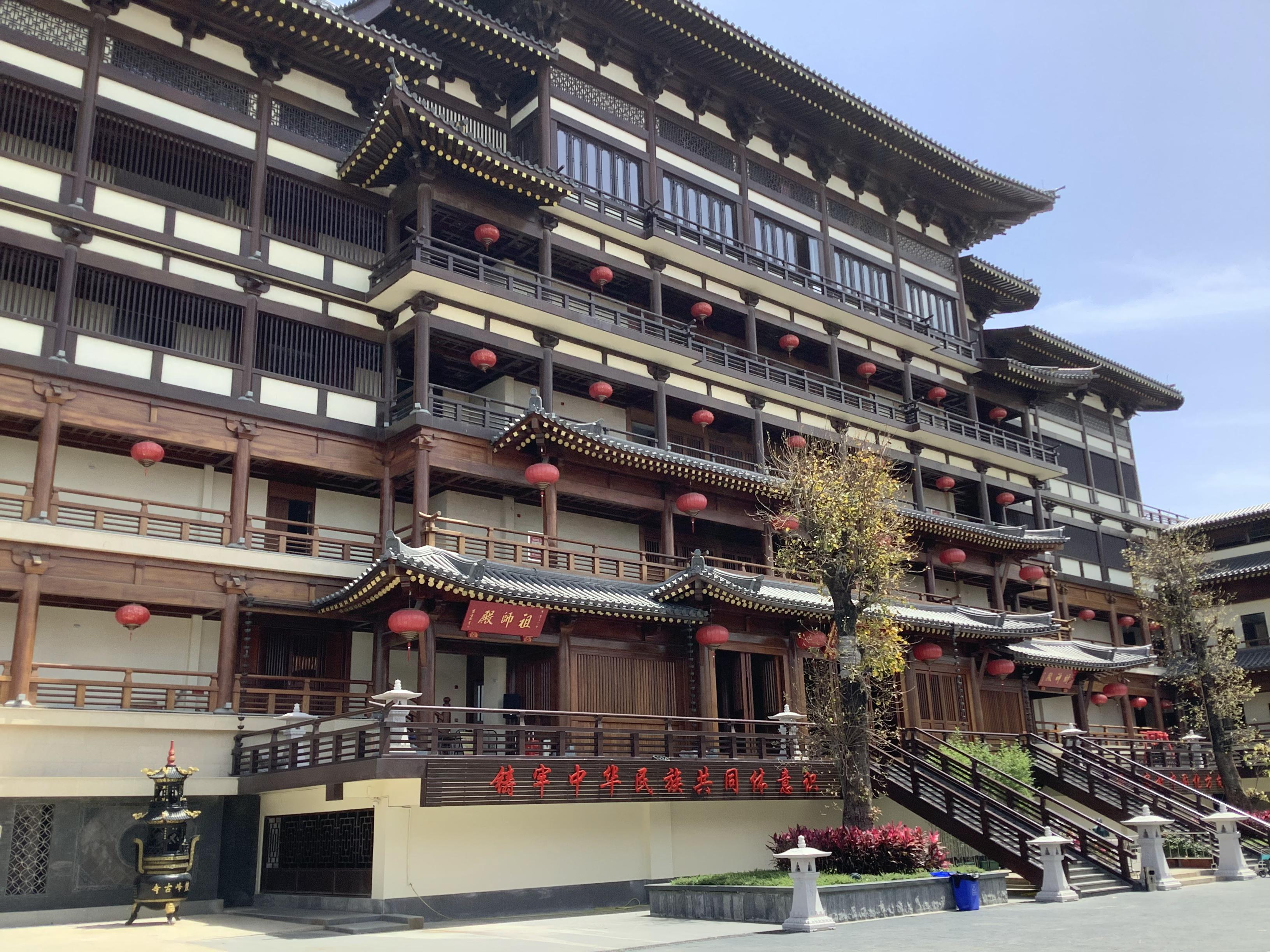
毗卢殿
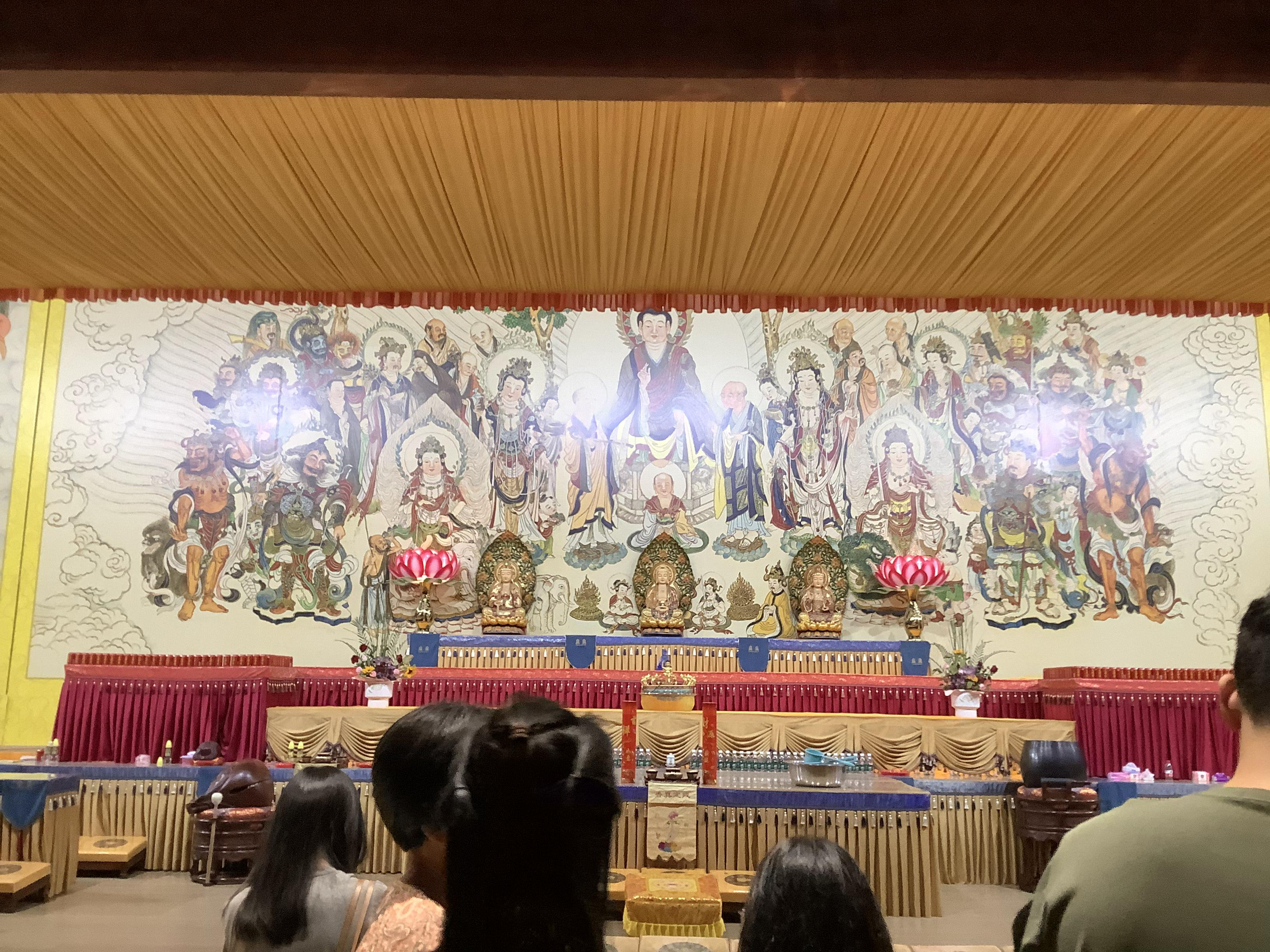
毗卢殿内的壁画，复制自清代黎明的《法界源流图》。
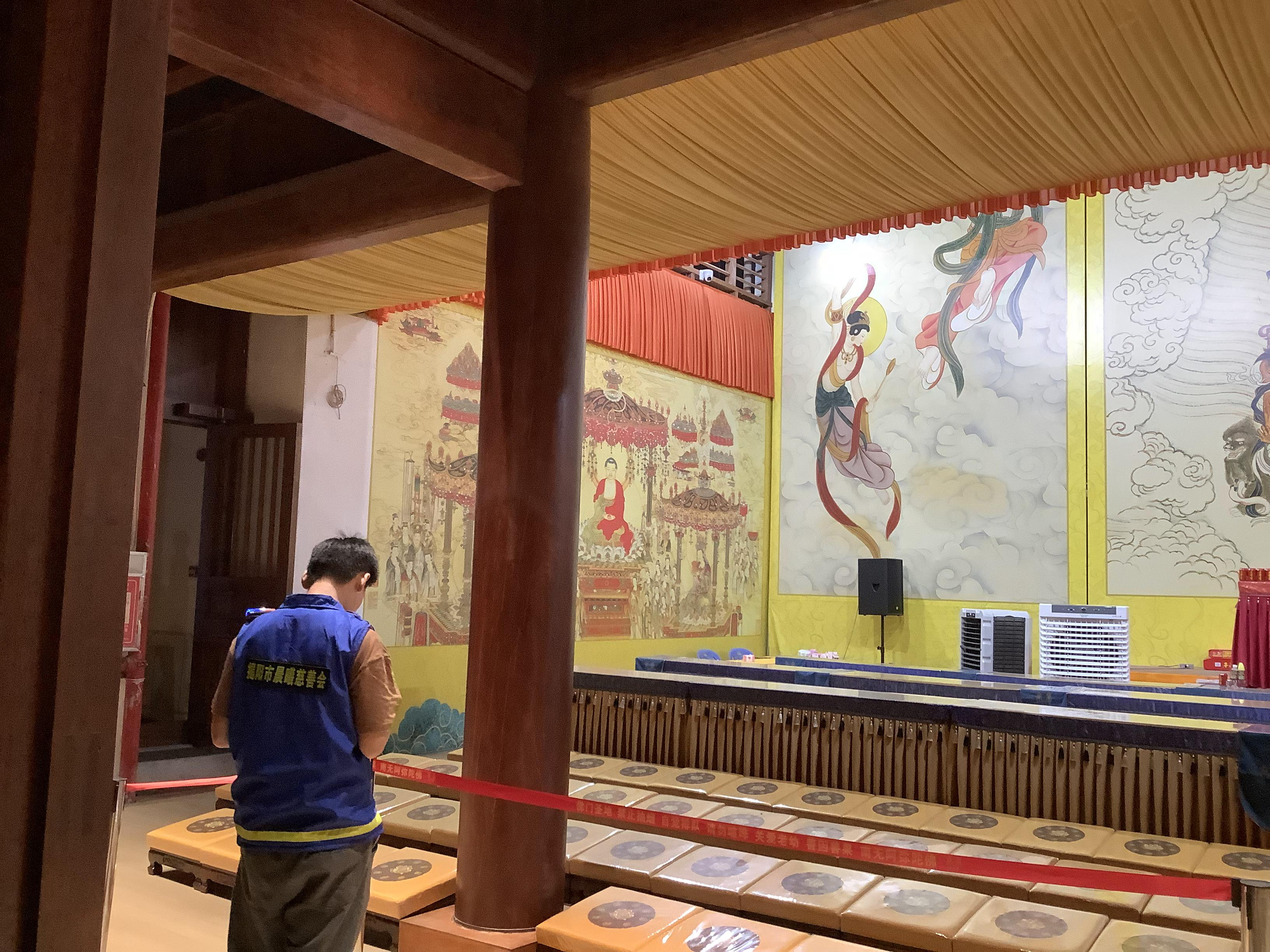
毗卢殿内的左侧壁画，复制自清代丁观鹏的《极乐世界庄严图》。
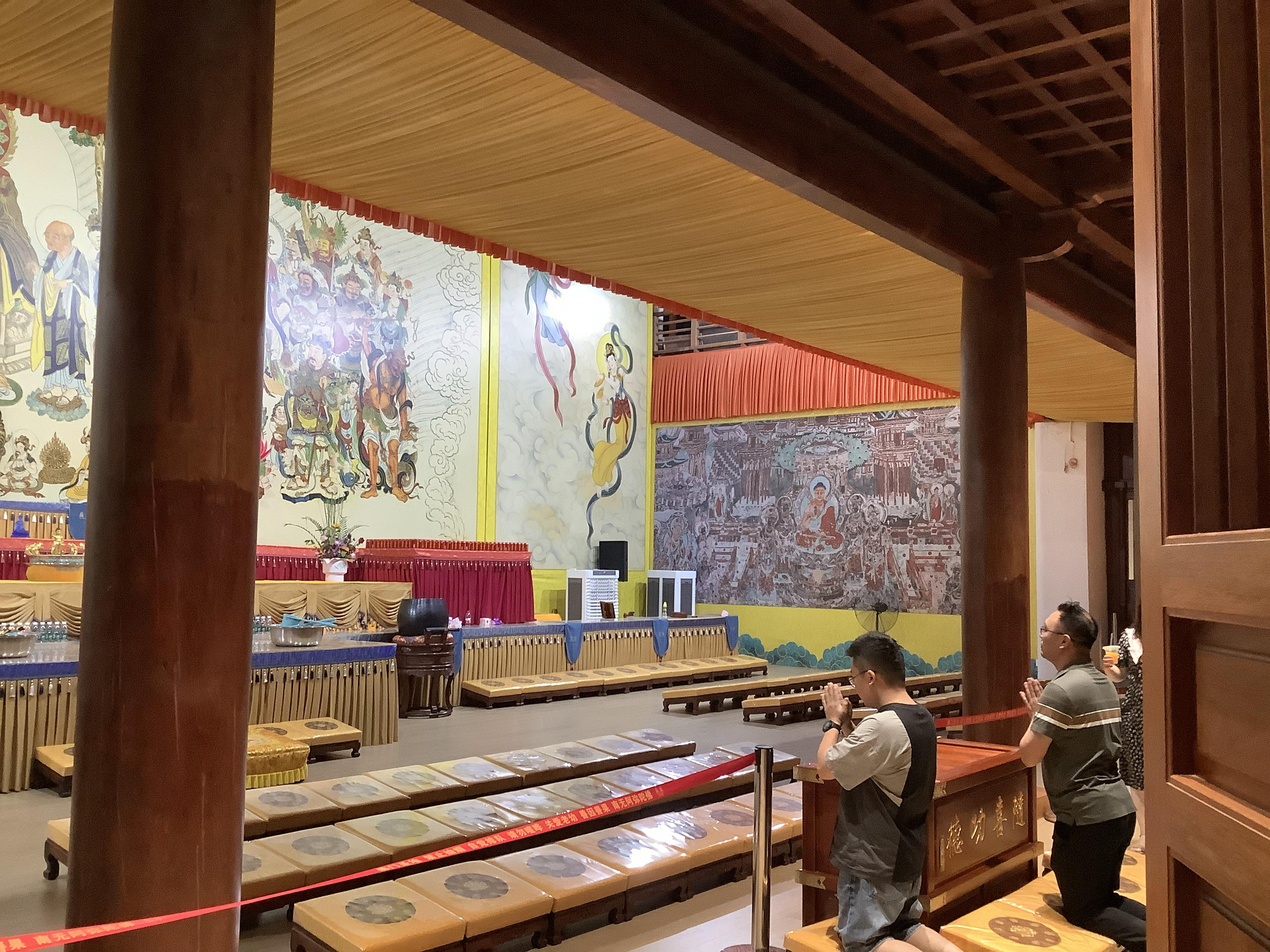
毗卢殿内的右侧壁画，复制自敦煌莫高窟第217窟北壁壁画《观无量寿经变》。

## 圖庫

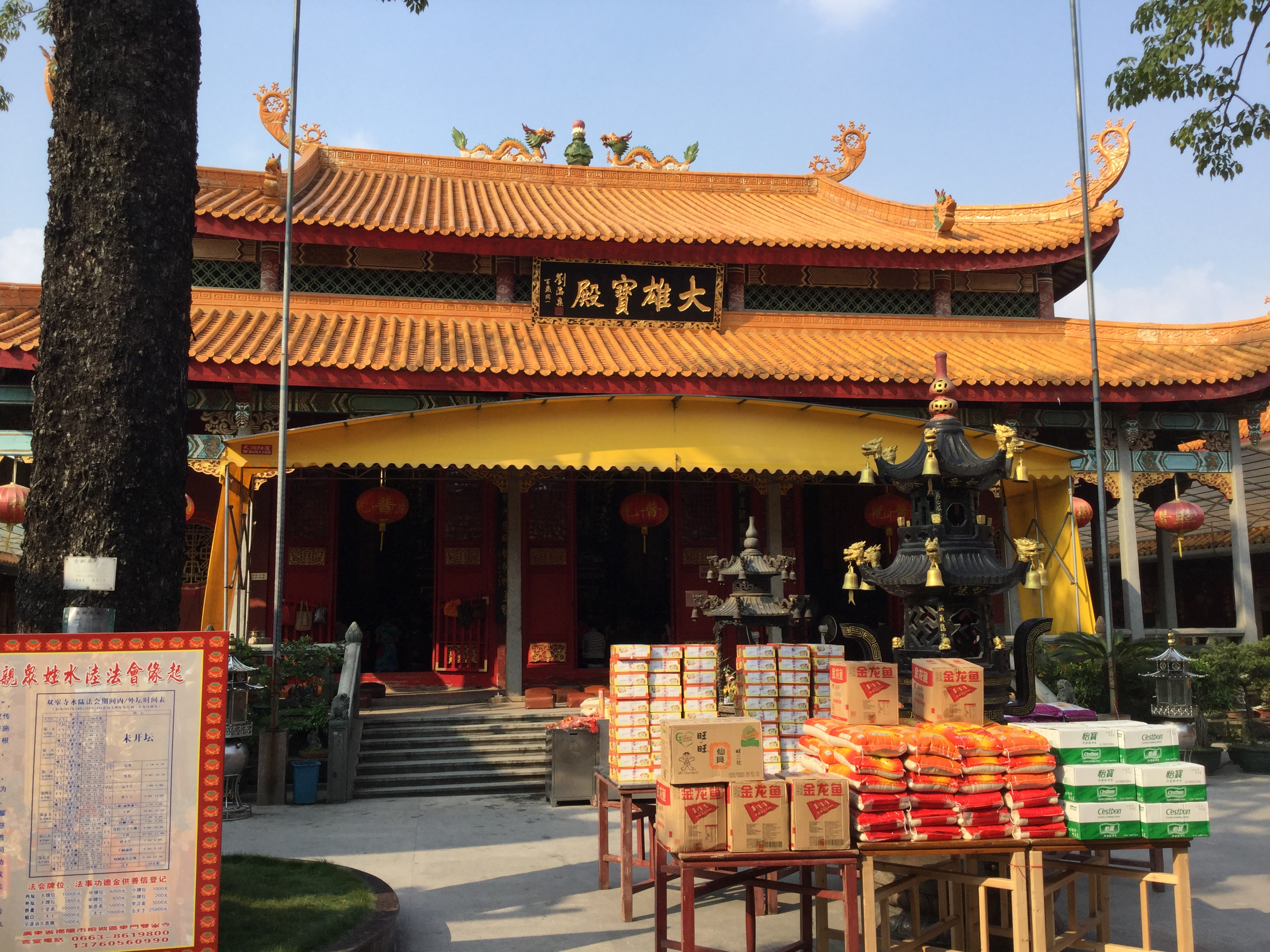
大雄寶殿
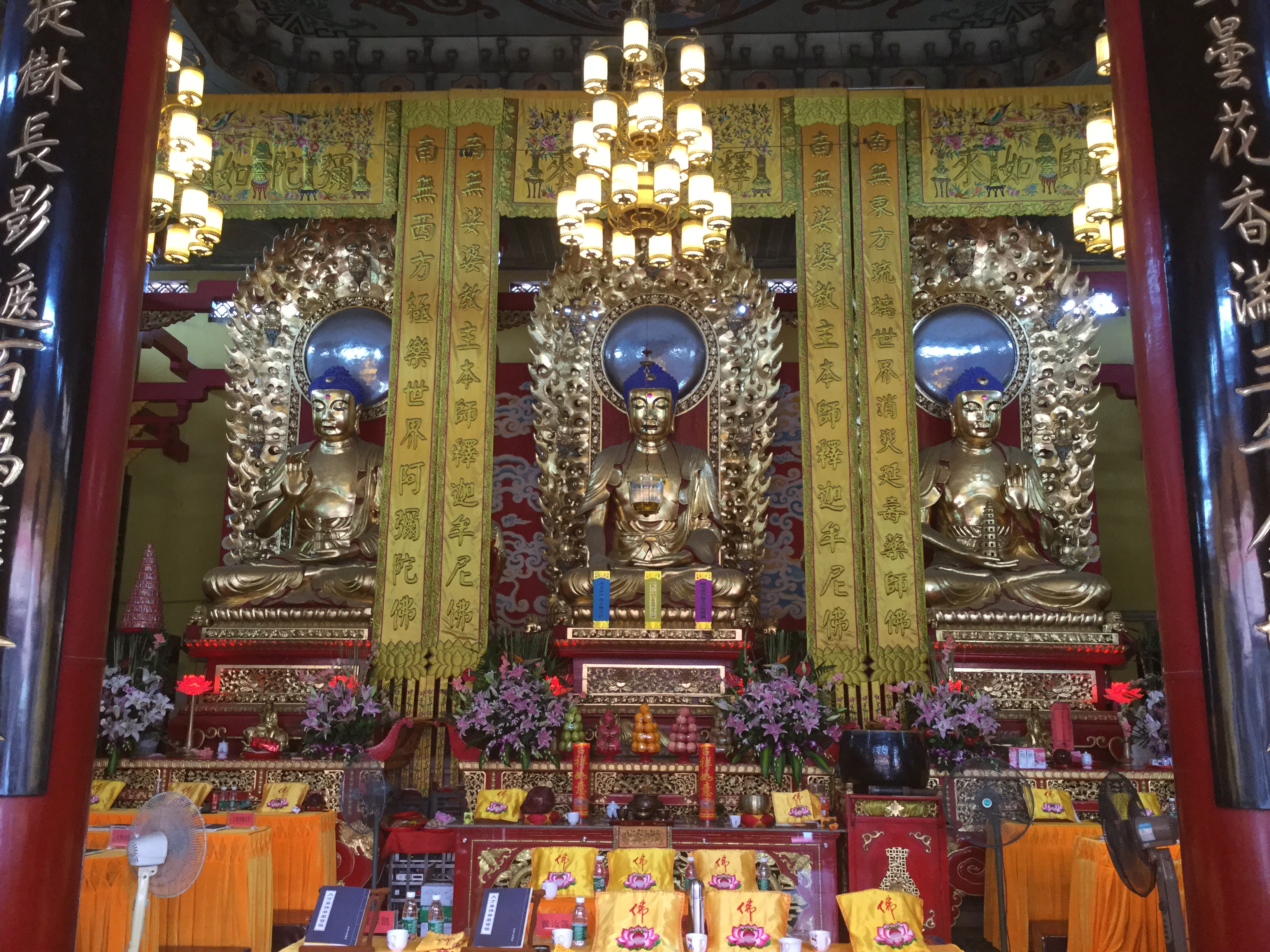
大雄宝殿内的横三世佛
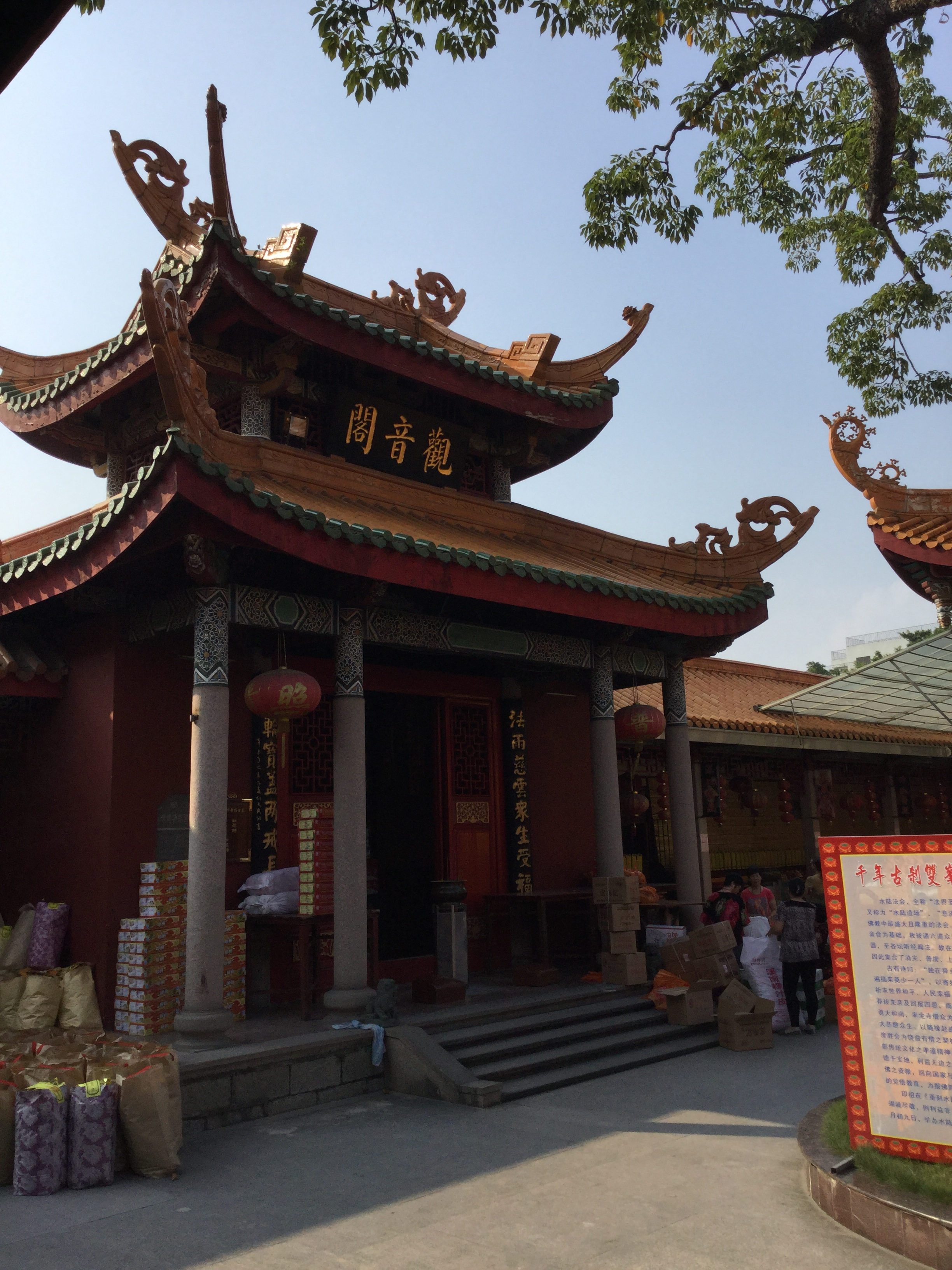
觀音閣
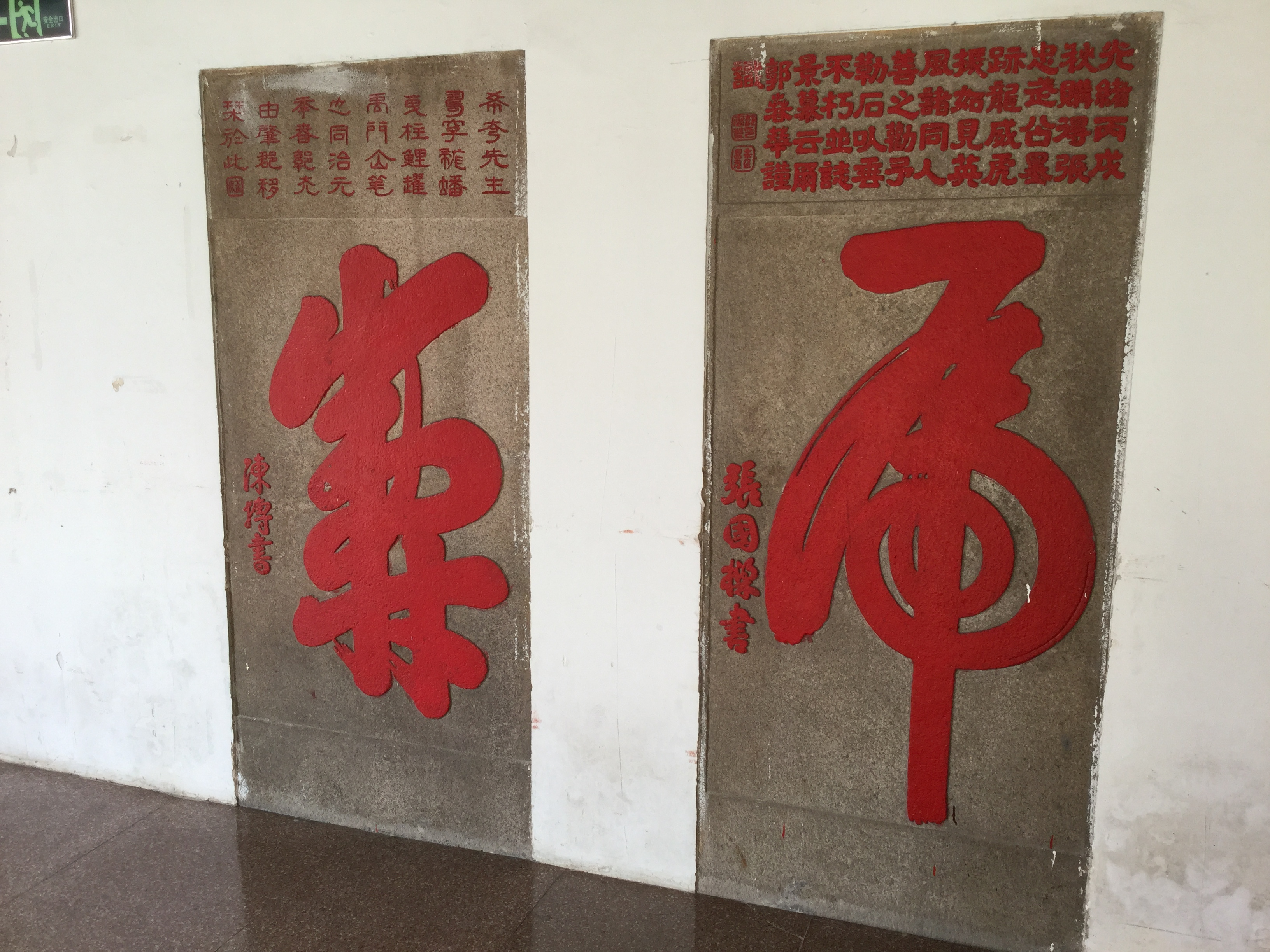
虎字碑和寿字碑
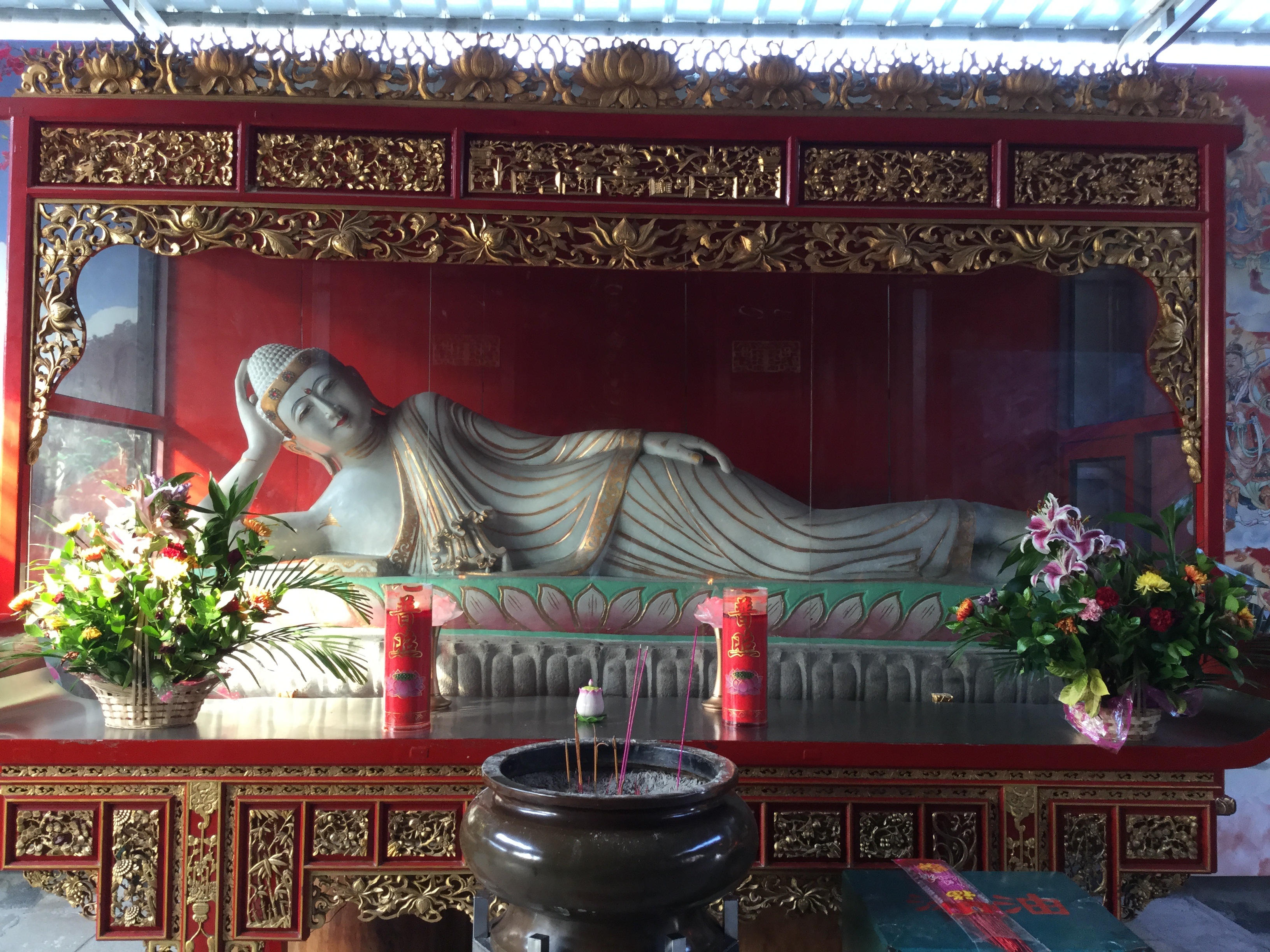
臥佛，原本供奉在藏經閣
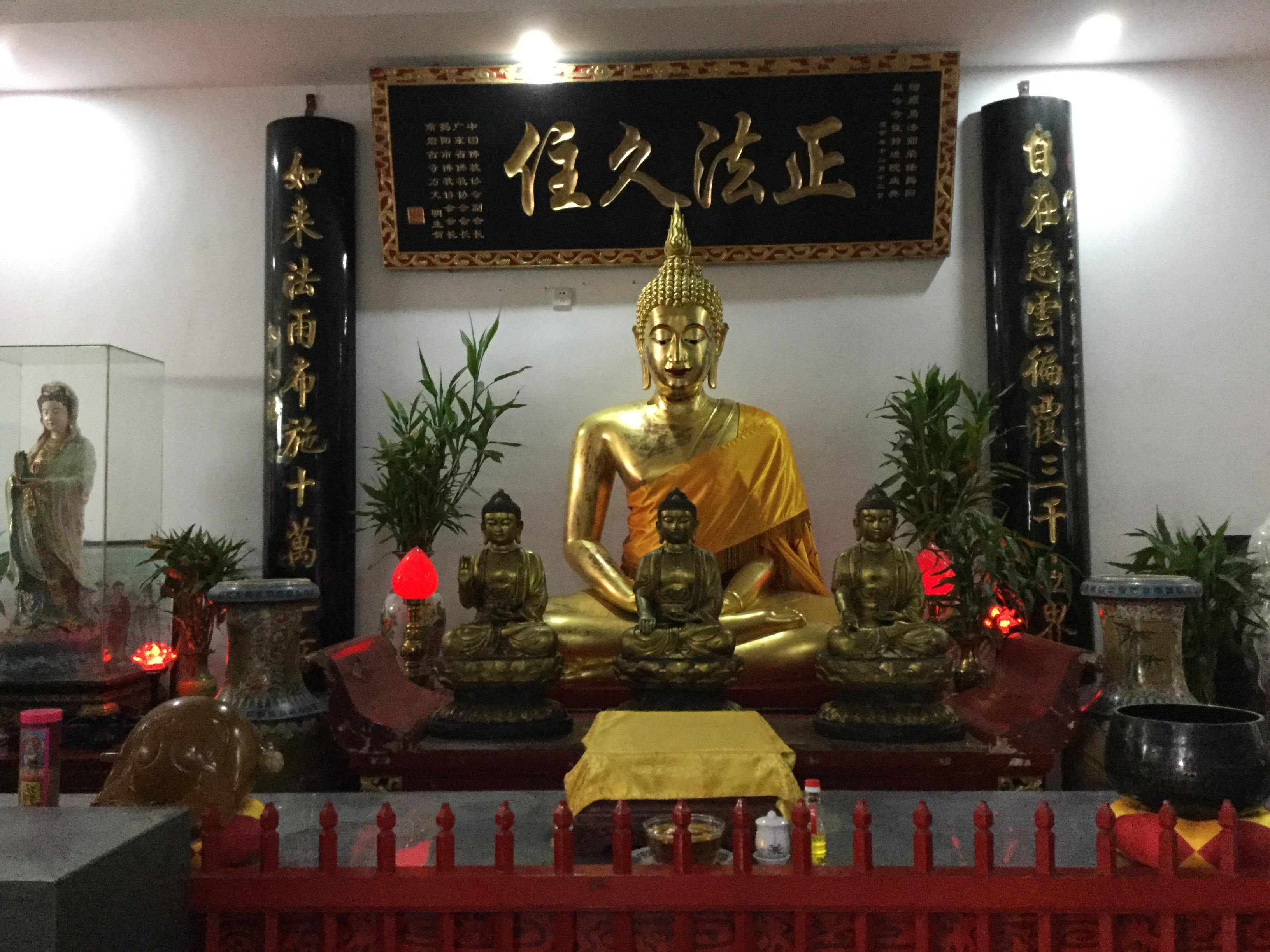
泰国赠送的金色坐佛，原本供奉在藏经阁
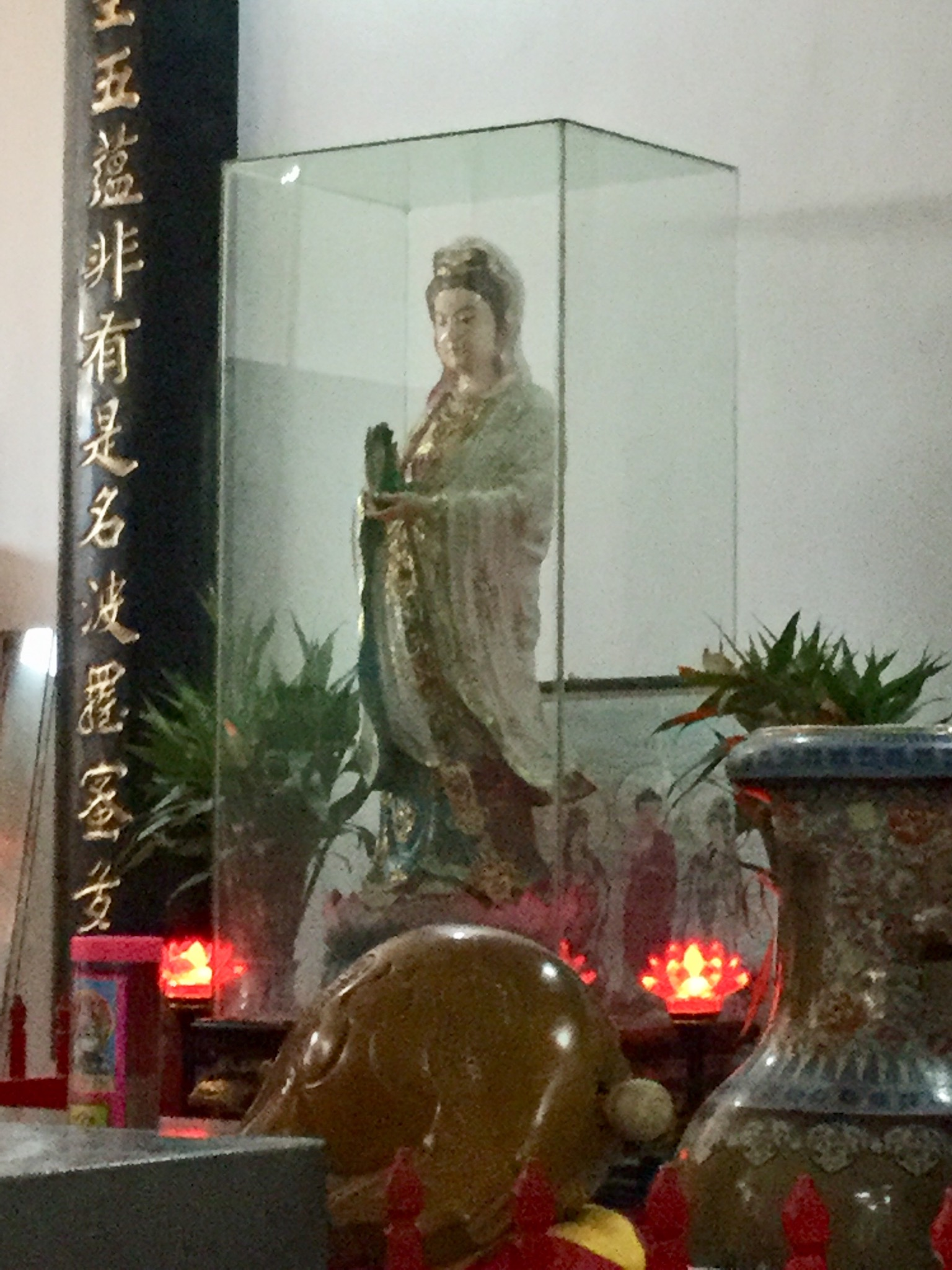
泰国华人赠送的观音铜像，原本供奉在藏经阁。相传其耳坠在轻微摇晃
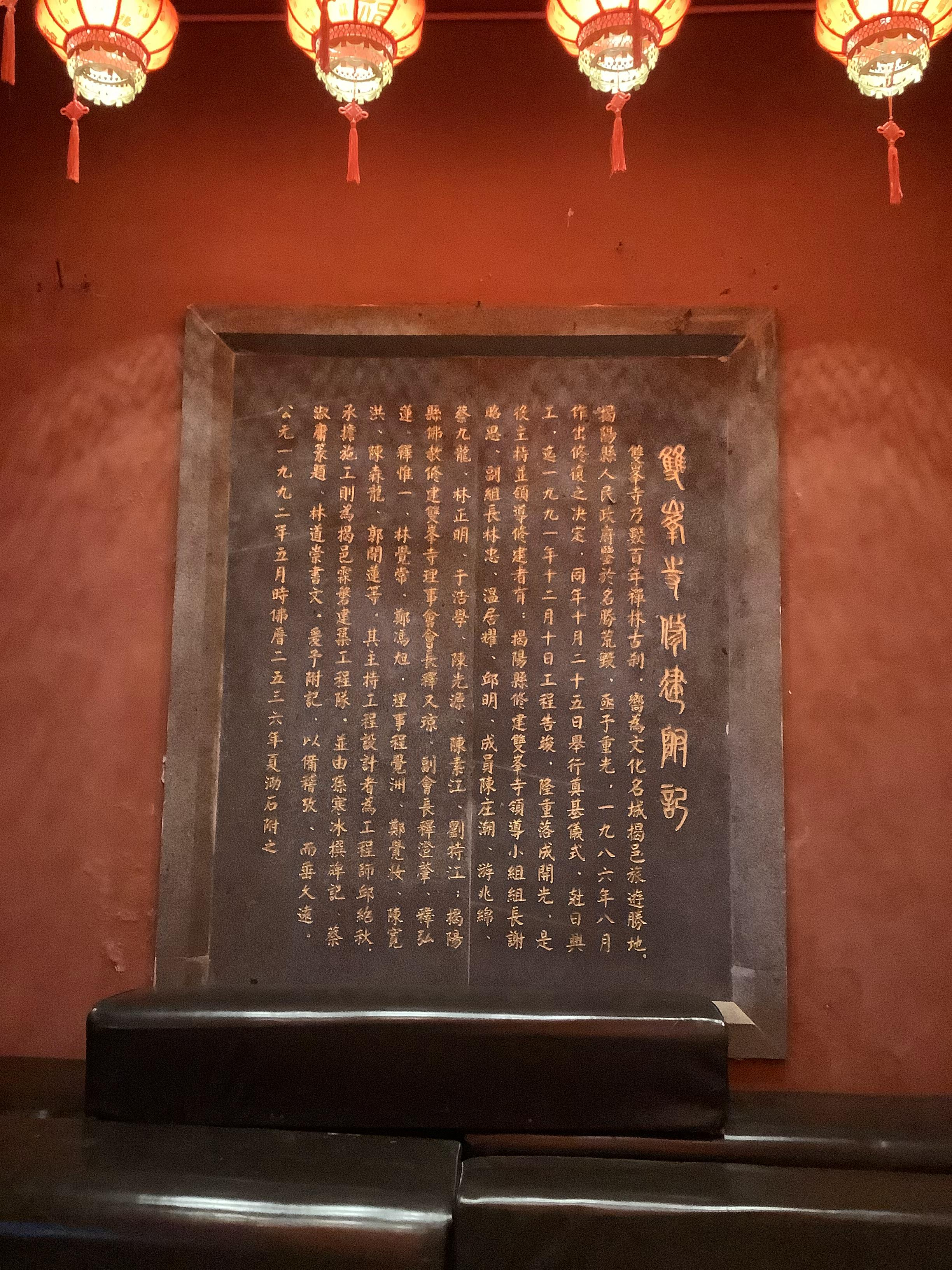
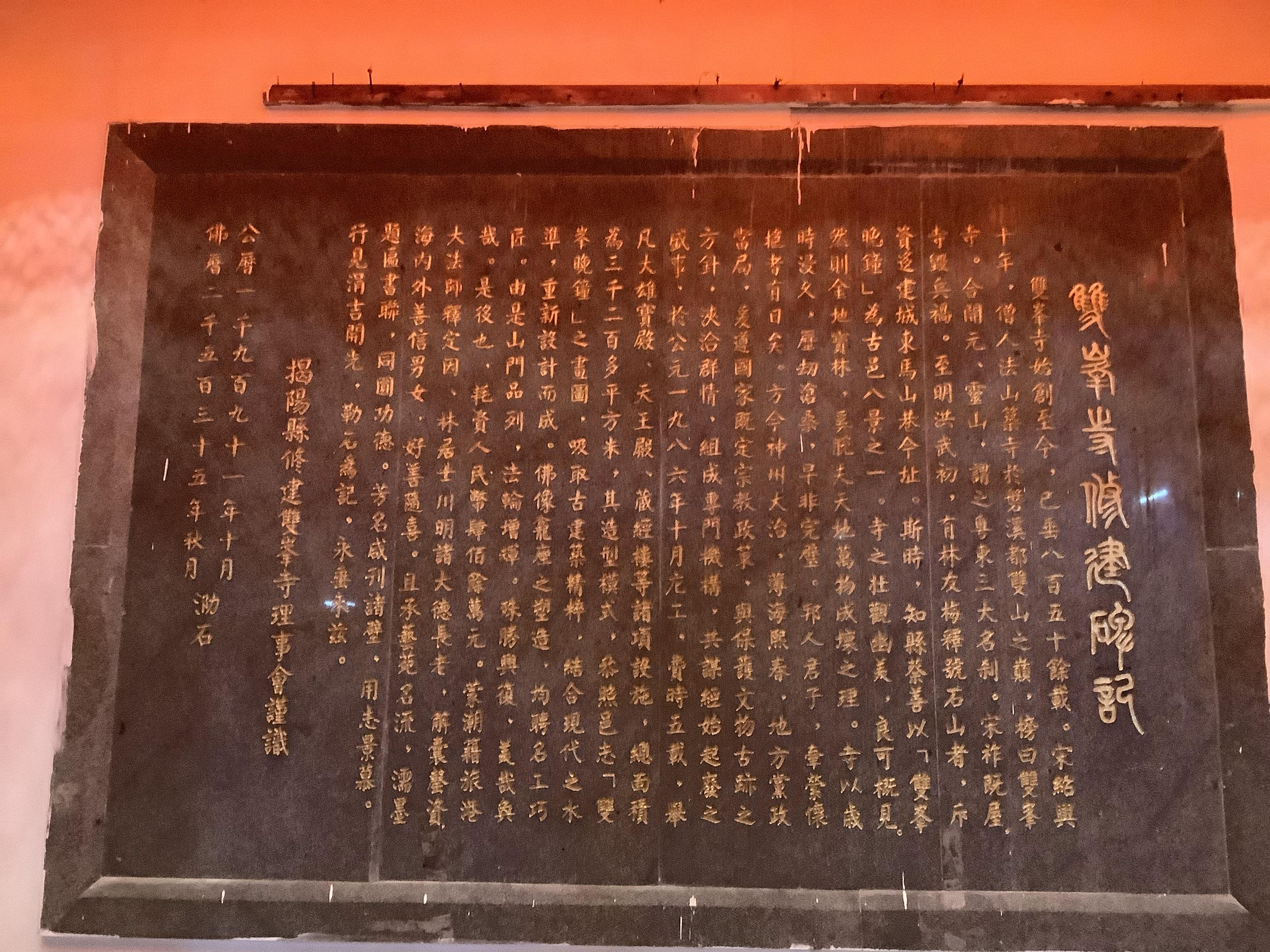
双峰寺修建碑记